# Liste der Mitglieder der American Academy of Arts and Sciences/1824
Im Jahr 1824 wählte die American Academy of Arts and Sciences 10 Personen zu ihren Mitgliedern.

## Neugewählte Mitglieder
- James Trecothick Austin (1784–1870)
- George Blake (1769–1841)
- Alexander Hill Everett (1790–1847)
- Robert Hare (1781–1858)
- Samuel Hoar (1778–1856)
- Levi Lincoln junior (1782–1868)
- Samuel Putnam (1768–1853)
- Leverett Saltonstall (1783–1845)
- James Savage (1784–1873)
- Adam Seybert (1773–1825)